# Marisa Puchades Blasco
Marisa Puchades Blasco (València, 1956), és una experta alpinista i escaladora valenciana, professora d'esquí i Guia Acompanyant de Muntanya, experta en esquí alpí. Ha realitzat ascensions als Pirineus, Alps, Serralada Blanca dels Andes al Perú i Dolomites, a l'Himàlaia i al Pamir.
L'any 1988 s'integrà en l'expedició al Makalu amb Miguel Gómez (cap d'expedició), Paco Aguado, José Luís Agustí, Juan Caridad, Moisés García, Rafa Soler i Carlos Tudela, per l'aresta SE, que no pogueren assolir el cim.
L'any 2006 formà part de l'expedició Dones Trangoworld al Nanda Devi, que malgrat no aconseguir fer el cim, s'anà consolidant com a grup de huit amigues, expertes en alpinisme i escalada: Esther Vives, Elena Real, María José Martínez, Patricia Viscarret, Rosa Real, Esther Fresneda i Elena Parga. Part del grup va participar de nou l'any 2008 en una expedició femenina que feu el cim més alt d'Amèrica del Nord, el Mont McKinley. I l'any 2010 va participar en l'expedició femenina a l'Himàlaia Trangoworld 2010 a l'Ama Dablam, de nou amb les alpinistes de l'expedició de 2006 quasi al complet. Aquesta expedició femenina va tindre un caràcter solidari, ja que van col·laborar econòmicament amb l'ONG Amics de Nepal en un projecte d'alfabetització de dones nepaleses a la zona.

## Cims i expedions
- Makalu (1988)
- Nanda Devi (2006).[5][9]
- Denali (Mont McKinley) (Amèrica del Nord, 2008).[5]